# Óscar Magurno
Óscar Magurno Souto, né le 2 mars 1930 à Montevideo et mort le 1er septembre 2014, est un homme politique uruguayen, député à plusieurs reprises pour le Parti Colorado.

## Biographie
Né dans une famille modeste, il commence à travailler à l'âge de 13 ans. Il est engagé par l'Asociación Española Primera de Socorros Mutuos et y effectue la plus grande partie de sa carrière professionnelle. Devenu administrateur de l'entreprise, il est à l'origine du premier service de pharmacie mutuelle du pays.

### Carrière politique
Il adhère au Parti Colorado et se fait élire député de Montevideo en 1984, puis en 1989. En 1994, il n'est pas élu et se rapproche du Foro Batllista, adepte d'une «troisième voie» sociolibérale. Il est à nouveau élu député en 1999, mais échoue aux élections municipales de 2000.
Une nouvelle fois élu à la Chambre des représentants en 2009, il est remplacé par son suppléant Guillermo Facello en février 2011 pour raisons de santé.

### Autres activités
Magurno a présidé la Commission honoraire de lutte contre le cancer pendant de nombreuses années. Il a également dirigé le club de basket Club Atlético Welcome et le Club Nacional de Football.